# Museum der Kinematographie in Łódź

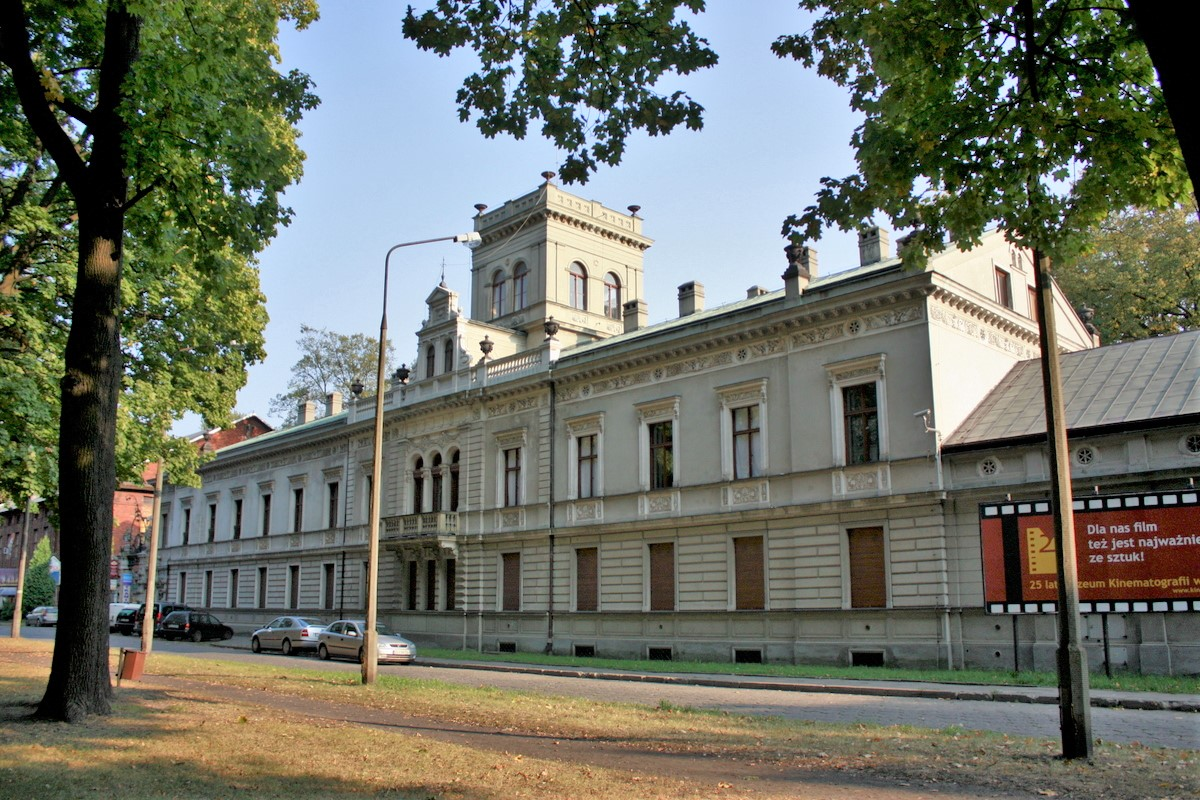
Scheibler-Palast – Sitz des Museums der Kinematographie

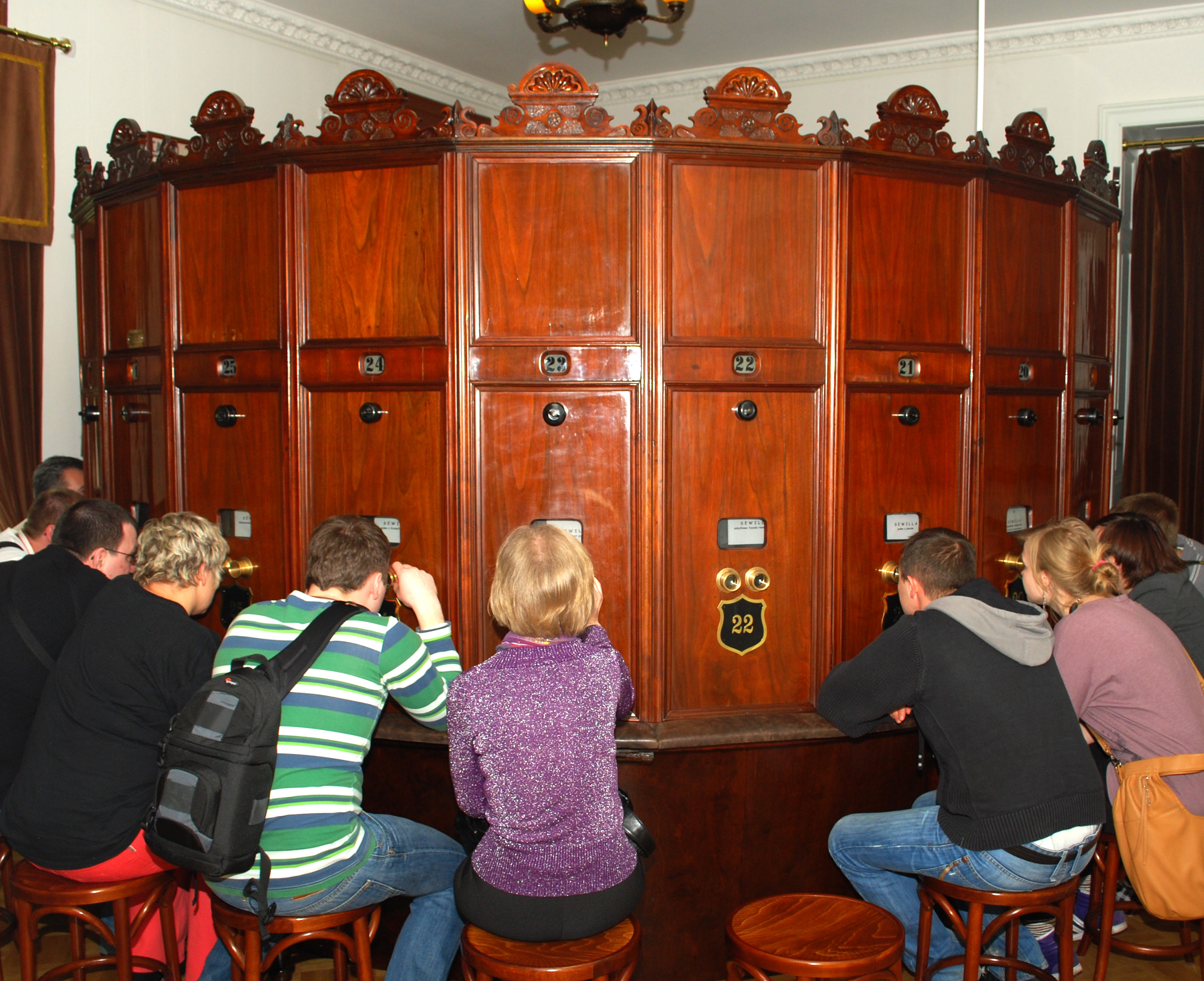
Fotoplastikon

Das Museum der Kinematographie in Łódź (poln. Muzeum Kinematografii w Łodzi) ist ein seit dem Jahr 1976 existierendes Museum in der polnischen Stadt Łódź und die einzige Institution dieser Art in Polen, mit Sammlungen von Filmen, Werbeplakaten, Elementen der Szenografie, technischen Geräten, sowie Dokumentation zur Geschichte der polnischen Kinematographie. 
Seit 1986 befindet sich das Museum im Karol-Scheibler-Palast in der Industriesiedlung Księży Młyn. 
In der Sammlung findet man ca. 1000 Filme auf den Video- und Zelluloidbändern, und eine Reihe technischer Geräte (alte Projektoren, Kameras), die die langjährige Technologieentwicklung zeigen. Weiterhin gibt es eine Sammlung „60 Jahren der polnischen Animation“ mit Ikonografiematerialien, Puppen, Elementen der Szenografie sowie arrangierte Drehorte und Geräte für Filmanimation aus eigenen Beständen und Depositorium. Das Museum besitzt auch ein originales und funktionstüchtiges Fotoplastikon.

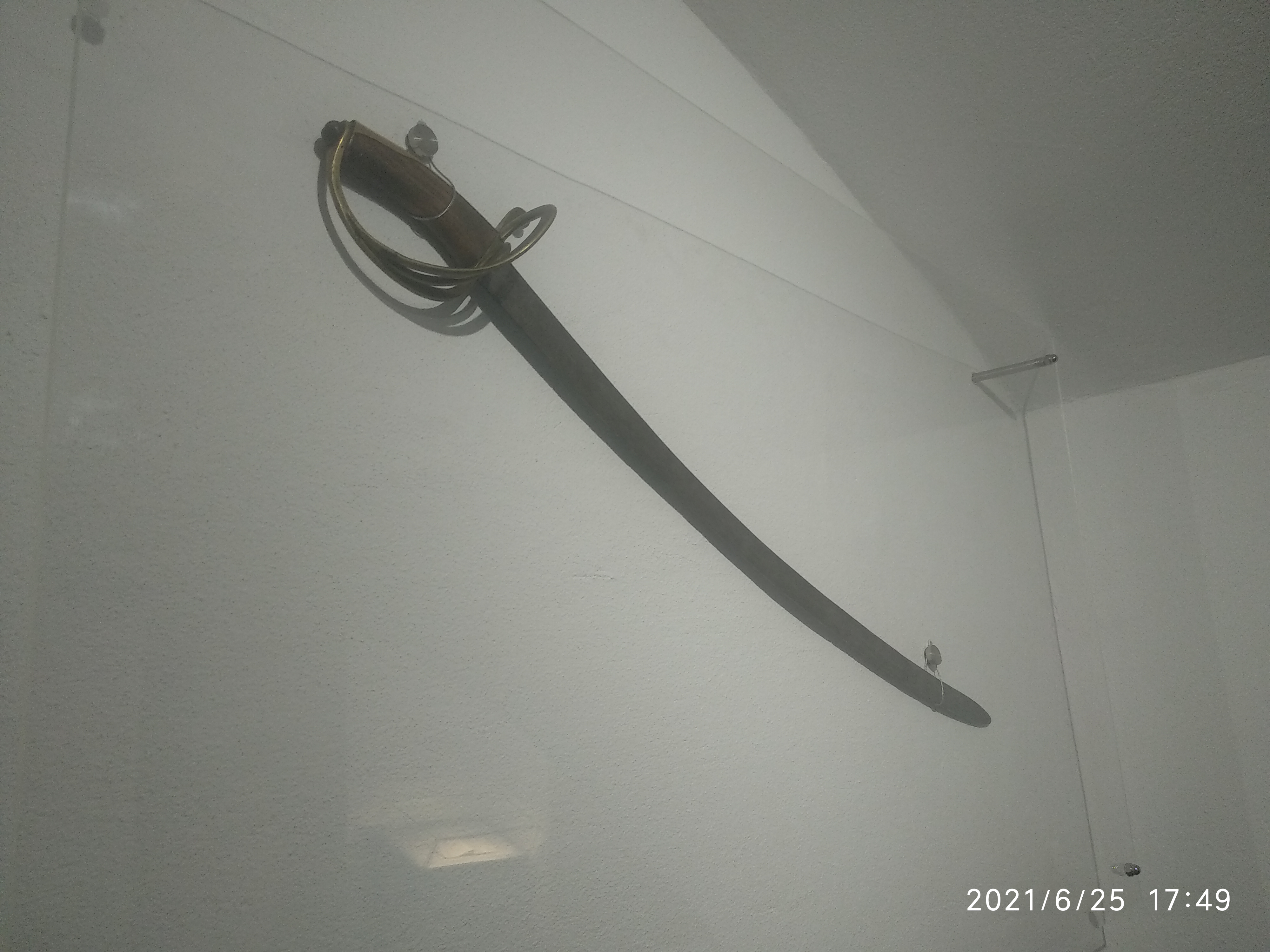